# Родригеш, Жорже Мануэл Феррейра
Жорже Мануэл Феррейра Родригеш (порт. Jorge Manuel Ferreira Rodrigues; род. 19 марта 1982, Вила-Реал, Вила-Реал) — португальский футболист, защитник и опорный полузащитник.

## Биография
В начале взрослой карьеры играл за клубы третьего дивизиона Португалии — «Вила-Реал», «Спортинг Помбал», «Операриу». В осенней части сезона 2008/09 выступал в клубе высшего дивизиона Словении «Горица», где провёл 13 матчей и забил 3 гола. Дебютный матч сыграл 29 августа 2008 года против «Целе» и в нём же забил первый гол. По итогам сезона «Горица» стала вице-чемпионом Словении. Вернувшись на родину, играл в третьем дивизионе за «Боавишту» и «Тонделу».
Летом 2011 года вместе с бывшим товарищем по «Горице» японцем Хидэтоси Вакуи перешёл в эстонский клуб «Нымме Калью» (Таллин), в котором выступал на протяжении пяти с половиной лет. Дебютировал в чемпионате Эстонии 13 августа 2011 года в матче против «Таммеки». Со своим клубом становился чемпионом (2012), вице-чемпионом (2011, 2013) и бронзовым призёром (2015, 2016) чемпионата Эстонии, обладателем (2014/15) и финалистом (2012/13) Кубка Эстонии. Всего в чемпионате страны сыграл 115 матчей и забил 4 гола, в еврокубках — 18 матчей и один гол.